# دایکی تاناکا
دایکی تاناکا (انگلیسی: Daiki Tanaka؛ زادهٔ ۳ سپتامبر ۱۹۹۱) بازیکن بسکتبال اهل ژاپن است.
از باشگاه‌هایی که در آن بازی کرده‌است می‌توان به باشگاه بسکتبال آلوارک توکیو اشاره کرد.
وی در مسابقات کشوری و بین‌المللی در مجموع برندهٔ ۱ مدال طلا، ۲ مدال نقره، ۲ مدال برنز شده‌است.